# Seen (Winterthur)

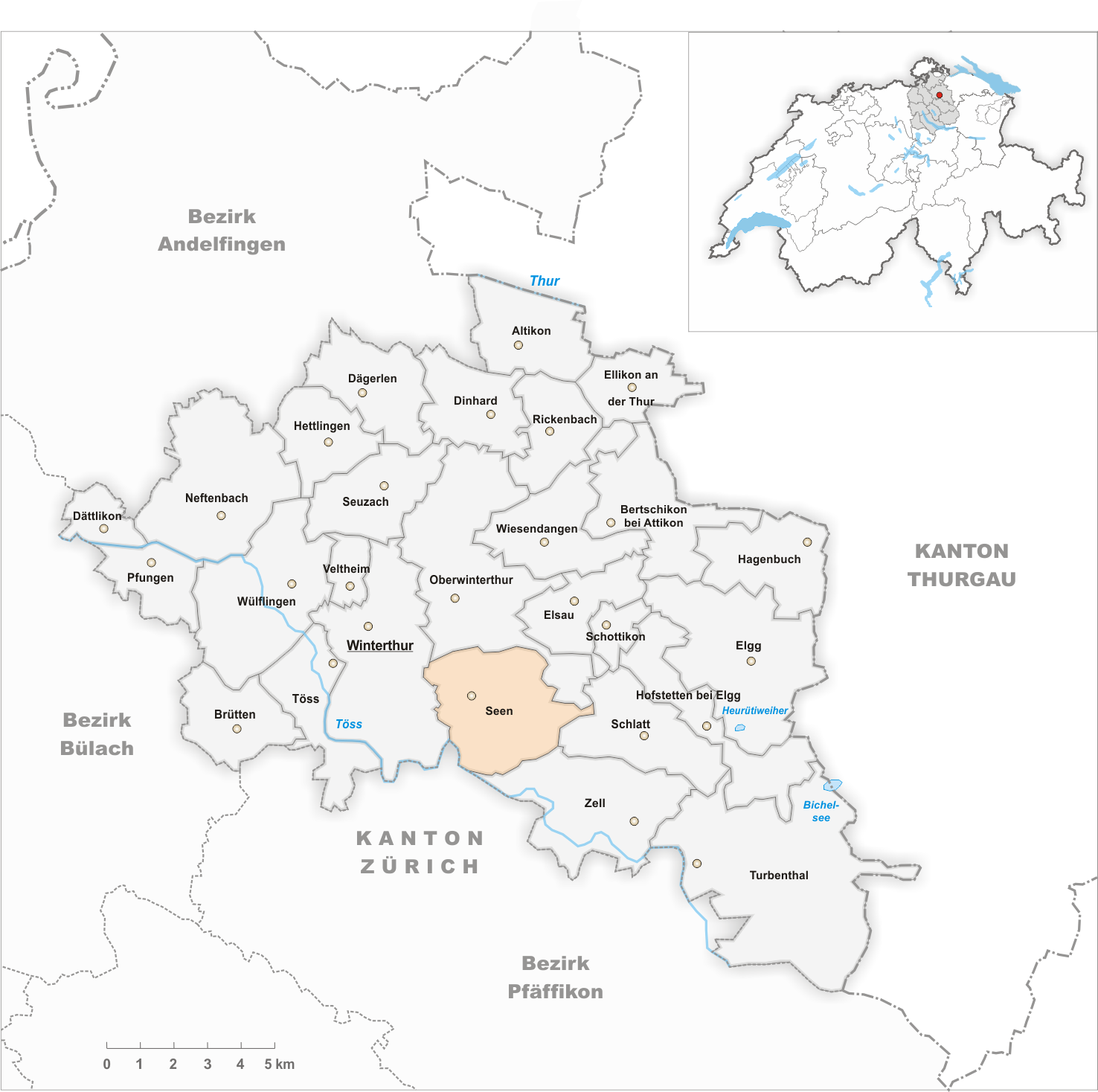
Gemeindestand vor der Fusion am 1. Januar 1922

Seen ist ein Stadtkreis der Stadt Winterthur in der Schweiz. Die ehemals selbständige Gemeinde Seen wurde 1922 eingemeindet und bildet den heutigen Kreis 3.

## Wappen
Blasonierung
Schräggeteilt von Schwarz und Gold, oben ein goldener Stern, unten ein schreitender schwarzer, rotgezungter Löwe
Das Wappen basiert auf dem seit 1274 bekannten Wappen der Familie «Von Seen», wobei der eingefügte Löwe vom Wappen der Grafschaft Kyburg abgeleitet ist. Des Öfteren tauchte in der Vergangenheit auch die Version des Wappens ohne Löwe und mit einem silbernen Stern auf. Im 18. Jahrhundert wurde das Wappen auch schon mit verkehrten Farben verwendet.

## Geographie
Seen bildet den Südosten der Stadt Winterthur, eingebettet zwischen dem Eschenberg im Südwesten und dem Etzberg im Nordosten. Neben dem Kernort zählen auch einige Aussenwachten im Süden zum Quartier. Als einziger Stadtkreis ist der Ortsteil durch einen Grüngürtel vom übrigen Stadtgebiet abgetrennt, der bei der Überbauung des Gebiets gezielt freigehalten wurde. Östlich von der Aussenwacht Eidberg befindet sich mit dem Hulmen der höchste Punkt Winterthurs (687 m).
Der Ort wird vom Mattenbach durchflossen, der jedoch beim Ortszentrum kanalisiert ist. Die im Süden gelegene Aussenwacht Sennhof liegt an der Töss.

## Geschichte

### Seen im Mittelalter (Gründung bis 1424)
Erstmals erwähnt wurde die damalige fränkisch-merowingische Ansiedlung Seen als Sehaim am 12. August 774 in einer Schenkungsurkunde an das Kloster St. Gallen. Bis 829 folgten noch mehrere beurkundete Schenkungen an das Kloster, in Gotzenwil ist eine letzte Schenkung 869 beurkundet. Durch ein habsburgisches Urbar zu Beginn des 14. Jahrhunderts lässt sich festhalten, dass in diesem Zeitraum ein Grossteil der Güter in Seen wohl an das Kloster überging.
Im 11. Jahrhundert kommt Seen unter die Herrschaft der Grafen von Kyburg, die 1264 von den Habsburgern abgelöst werden. Von 1207 bis 1428 lässt sich ein niederadliges Geschlecht «von Seen» (Herren von Sehaim) nachweisen, die jedoch spätestens um 1300 schwerpunktmässig in Höngg aktiv wurden und während über einem halben Jahrhundert auf der Burg Alt-Wülflingen die Herrschaft Wülflingen unter sich hatten.

### Unter Zürcher Herrschaft (1424–1798)
1424 wurde Seen ein erstes Mal zusammen mit der Herrschaft Kyburg an die Stadt Zürich verpfändet, ab 1433 ging auch der Blutbann an die Zürcher über. Im Rahmen des Alten Zürichkrieges ging das Gebiet 1442 zwar nochmals für zehn Jahre an Habsburg-Österreich über, 1452 wurde es jedoch definitiv von ihr übernommen und dem Enneramt (da es für die Zürcher «ennet» der Töss lag) der Landvogtei Kyburg zugeordnet. Der damals auf Vorschlag der Bevölkerung des Enneramtes vom Zürcher Rat gewählte Untervogt wurde fünfmal von einem Seemer Vertreter besetzt.
Aus den Steuerbüchern der 1460er-Jahre geht hervor, dass das Kerndorf Seen dazumals 11 Haushalte zählte, wodurch man eine Einwohnerzahl von ca. 85 ableiten kann, darunter die dazumals und auch in späteren Jahrhunderten sehr wohlhabende Familie Hofmann, die im 16. und 17. Jahrhundert auch viermal das Untervogtamt besetzt hat. In den übrigen Ortsteilen und Höfen Oberseen, Stocken, Gotzenwil, Iberg und Eidberg gab es zu dieser Zeit lediglich eine bis vier Haushaltungen – andere Ortsteile waren zu dieser Zeit entweder unbewohnt oder wie im Falle von Sennhof wahrscheinlich nicht steuerpflichtig. Insgesamt durfte man daher von einer Einwohnerzahl von etwa 125 Einwohnern inklusive Aussenwachten ausgehen. Seen gehörte damit zu den eher kleineren Dörfern der Grafschaft Kyburg. Gut 170 Jahre später, 1634, zählte die Kirchgemeinde Seen bereits knapp 500 Einwohner, die Einwohnerzahl hatte sich also in dieser Zeit vervierfacht. Bis 1690 verdoppelte sich diese Zahl nochmals, bevor sie danach innert fünf Jahren im Rahmen der grössten Hungersnot der Neuzeit im Züribiet um fast 200 Einwohner zurückging, um 15 Jahre später wieder die 1000er-Marke zu überschreiten. Die Einwohnerzahl von Seen betrug dann bis Ende des Ancien Régimes zwischen 1100 und 1280 Einwohner und wurde von Hunger und Seuchen beeinflusst.
Ab 1634 ist in Seen ein eigener Schulmeister aktenkundig, zuvor gingen die Kinder in Oberwinterthur zur Schule. Erst nach der Reformation im Jahr 1649 wurde in Seen eine eigene Kirche erbaut, zuvor gehörte die Gemeinde zur Kirche Oberwinterthur und in Seen bestand die hölzerne Kapelle St. Urban, über die jedoch nicht viel bekannt ist.  Um 1670 wurde in Seen ein eigenes Schulhaus errichtet. Weitere Schulen sind ab 1680 in Eidberg und ab 1708 in Iberg dokumentiert. Daneben gab es in Oberseen ebenfalls Schulmeister, die die Kinder auf privater Basis unterrichteten.

### Seen als eigenständige Gemeinde (1798 bis 1921)

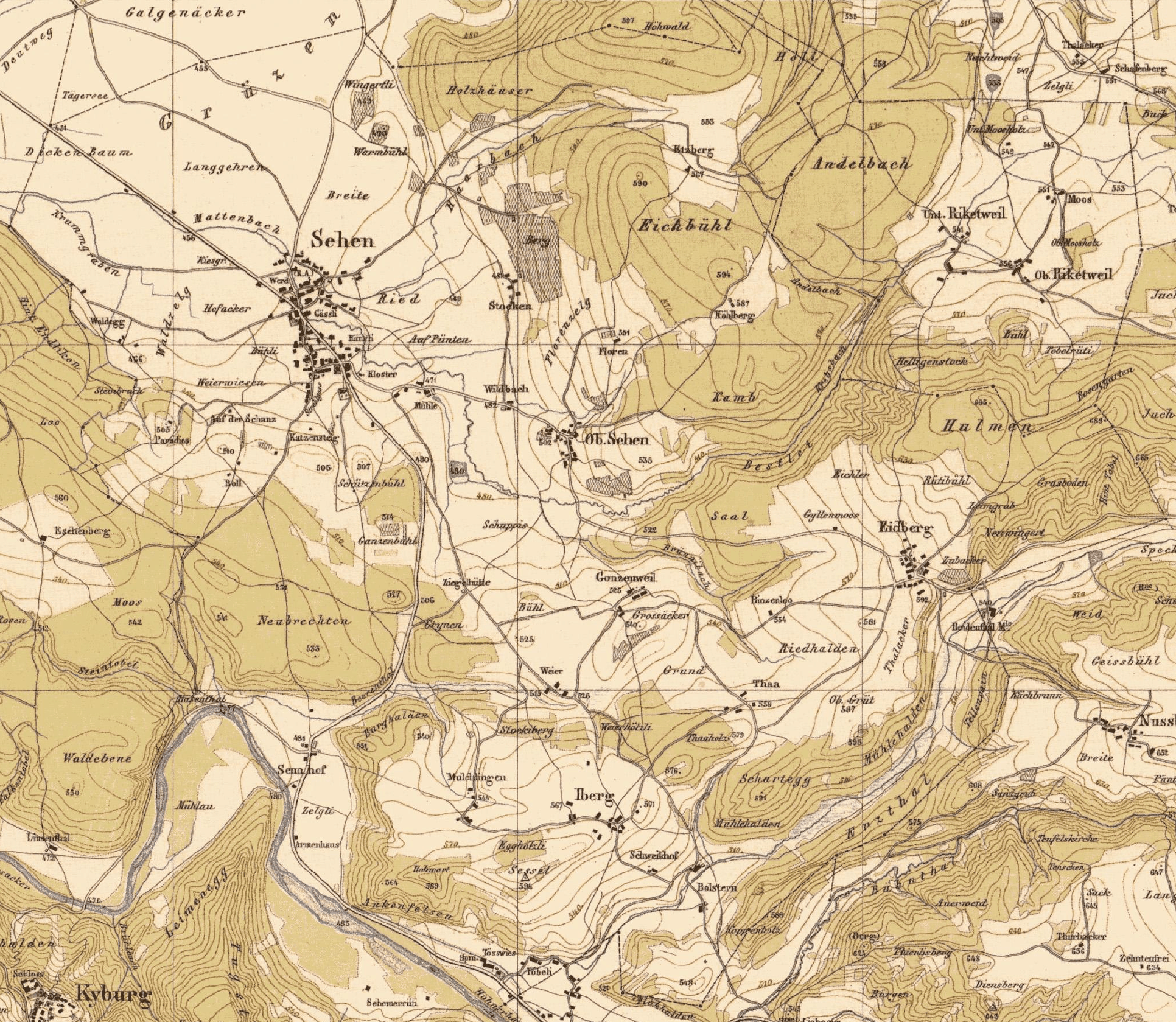
Die Gemeinde Seen um ca. 1850 auf der Wildkarte

Seen im Jahr 1920, Luftfotografie von Walter Mittelholzer

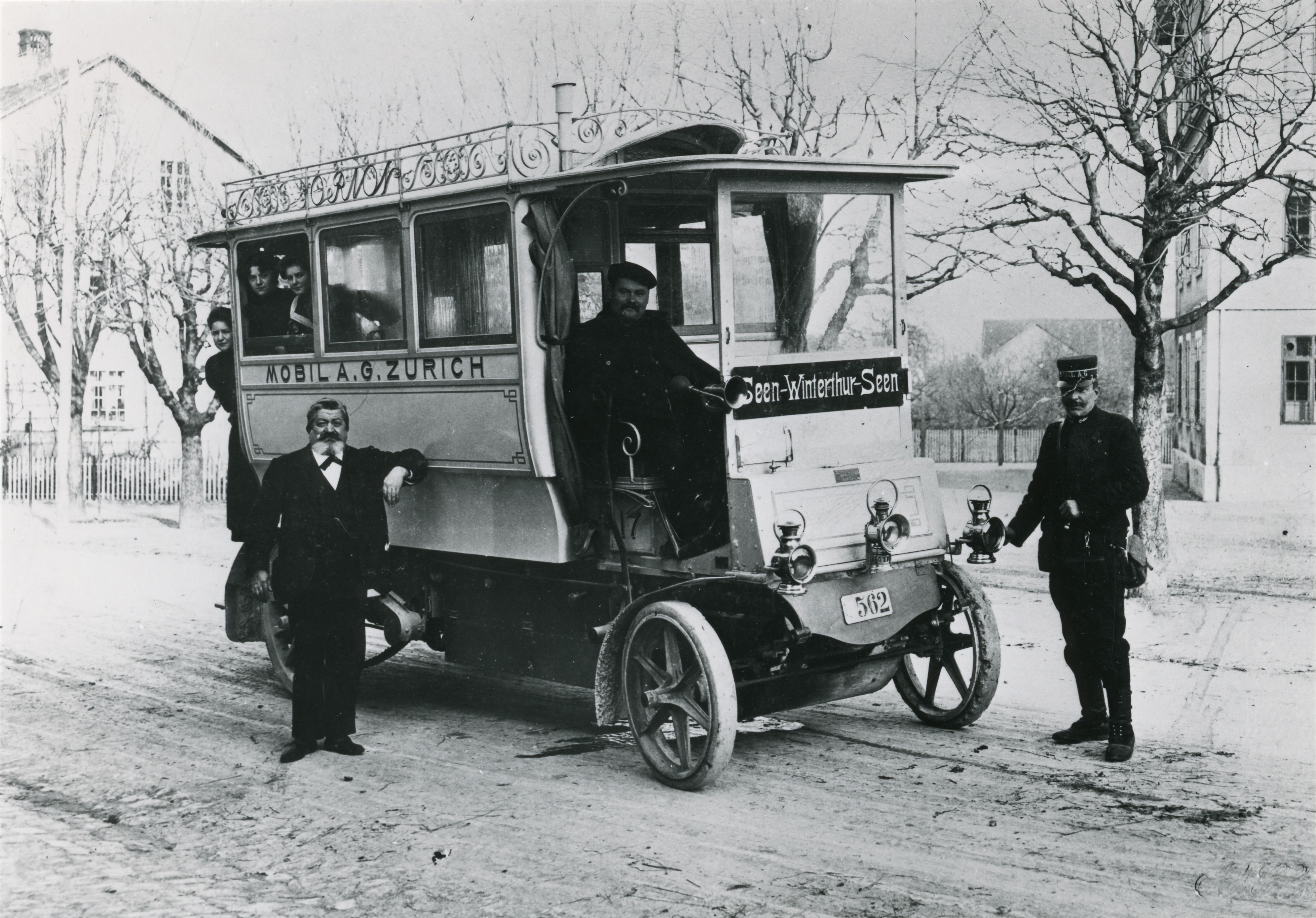
Bus an der Tösstalstrasse (1905)

Den nächsten Umbruch der Machtverhältnisse erlebte Seen mit dem Ende der alten Herrschaft im Jahre 1798. Infolgedessen wurde Seen eine eigene Gemeinde, die dem Distrikt beziehungsweise ab 1803 dem Bezirk Winterthur zugeordnet wurde. 1810 entstand die erste Tösstalstrasse, wonach sich danach Teile des noch langsam wachsenden Dorfes ausrichteten. Die Strasse wurde 1839 bis 1841 nochmals komplett neu gebaut und verbreitert. 1847 wurde bei Sennhof ein Armenhaus eröffnet, das jedoch nach einem Brand 1883 nicht wieder aufgebaut wurde – in der Zwischenzeit war ein von Frauen initiierter Armenverein im Dorf aktiv. Bei der 1860 von H.J. Bühler’s Söhne übernommenen und ausgebauten Spinnereifabrik konstituierte sich mit 1875 noch die Zivilgemeinde Sennhof. 1875 erhielt das Dorf mit der Tösstalbahn Anschluss an die Eisenbahn, die vor der Bauphase trotz der vergleichsweise geringen Kostenbeteiligung in der Gemeinde auf Widerstand stiess. Das Armenhaus brannte 1893 ab und wurde nicht wieder aufgebaut, jedoch war zu dieser Zeit bereits ein von Frauen initiierter Armenverein aktiv, der 1886 durch den Pfarrer als Freiwilliger Armenverein neu gegründet wurde und ab 1897 auch vom Kanton subventioniert wurde. Ebenfalls im Jahr 1897 wurde auf eine Motion des damaligen Kantonsrats und Pfarrers Jakob Winkler ein Elektrizitätswerk errichtet, dass bis kurz nach der Eingemeindung Bestand hielt – Seen hatte damit vor Winterthur ein eigenes Elektrizitätswerk.
Als zu Beginn des 20. Jahrhunderts die Eingemeindung der Winterthurer Vorortgemeinden zum Thema wurde, war die Gemeinde Seen zunächst nicht ein Haupttreiber – im Gegensatz zu den Gemeinden Töss und Veltheim, die durch die Industrialisierung schon viel stärker an Winterthur gebunden waren. Doch 1911 kam es auch von Seiten Seens zu ersten ernsthaften Kontakten mit der Stadt diesbezüglich, sie forderte von der Stadt Winterthur einen Beitrag an das Schulwesen und bat dabei zusammen mit den anderen Vorortsgemeinden den Zürcher Regierungsrat um Unterstützung. Bereits um die Jahrhundertwende von mehr Arbeitern als Bauern bevölkert, belasteten die in Winterthur beschäftigten Arbeiterfamilien die Schulfinanzen Seens immer mehr. Die Lösung für diese Probleme suchten die Gemeindebehörden in der Eingemeindung Seens in das neue entstehende «Gross-Winterthur». Die entsprechende Vorlage wurde 1919 in einer Volksabstimmung in allen Vororten Winterthurs angenommen. Kurz vor der Eingemeindung, im Jahr 1920, lebten auf dem Gemeindegebiet von Seen 3498 Einwohner.

### Stadtteil von Winterthur (ab 1922)
Per 1. Januar 1922 wurde die Gemeinde nach vorgängiger Abstimmung nach Winterthur eingemeindet und bildet seither einen Stadtkreis von Winterthur. Im Nachgang zu dieser Eingemeindung erfolgte noch eine von den dortigen Bewohnern gewünschte, aber gegen den Willen des Stadtrats durch den Kantonsrat durchgesetzte Grenzkorrektur, bei denen die Winterthurer Teile des Ortes Kollbrunn (die ehemalige Gemeindegrenze durchquerte zuvor noch den Bahnhof Kollbrunn) und deren 262 Einwohner (1920) der Gemeinde Zell zugeschlagen wurden. Schon bald nach der Eingemeindung wurde am 29. November 1922 die Verlängerung der Linie 2 der Strassenbahn Winterthur vom Deutweg nach Seen eröffnet. 1941 wurde die Linie durch die heutige Trolleybuslinie ersetzt. Eine erste Buslinie von den Seemer Aussenwachten (damals auch noch mit Anschluss von Gotzenwil) über Seen zum Bahnhof Oberwinterthur wurde 1949 eröffnet.
Seinen dörflichen Charakter behielt Seen mit seinen Einzelsiedlungen Unterseen, Oberseen, Gotzenwil und Eidberg und vielen Höfen bis in die 1970er-Jahre, als mit dem Wingertli-Quartier (im heutigen Quartier Waser) die erste städtisch anmutende Wohnblock-Überbauung entstand. In die Phase dieses Baubooms fällt auch die Schaffung des Stadtkreises Mattenbach 1973, in dem ein Teil des Seemer Gebiets eingegliedert wurde. In Folge des Baubooms wurde das ehemals landwirtschaftlich geprägte Dorf innert weniger Jahrzehnte vollständig überbaut. Da dabei aufgrund fehlender Stadtplanung wenig Rücksicht auf das bestehende Dorf genommen wurde, fehlt dem heutigen Stadtteil leider ein richtiger Ortskern oder Dorfplatz, auch die beiden Kirchen befinden sich eher abseits des Ortszentrums. Einzig der heute existierende Grüngürtel um Seen entstand aus der Intervention der zuständigen Behörden, die damit «Seen als selbstständige soziale Einheit» erhalten wollten. Auf jeden Fall explodierte die Einwohnerzahl Seens in einem Zeitraum von 50 Jahren von ehemals 3500 auf über 18'000 Einwohner, aus dem ehemals eigenständigen Dorf wurde definitiv ein Teil der Grossstadt Winterthur.

## Verkehr

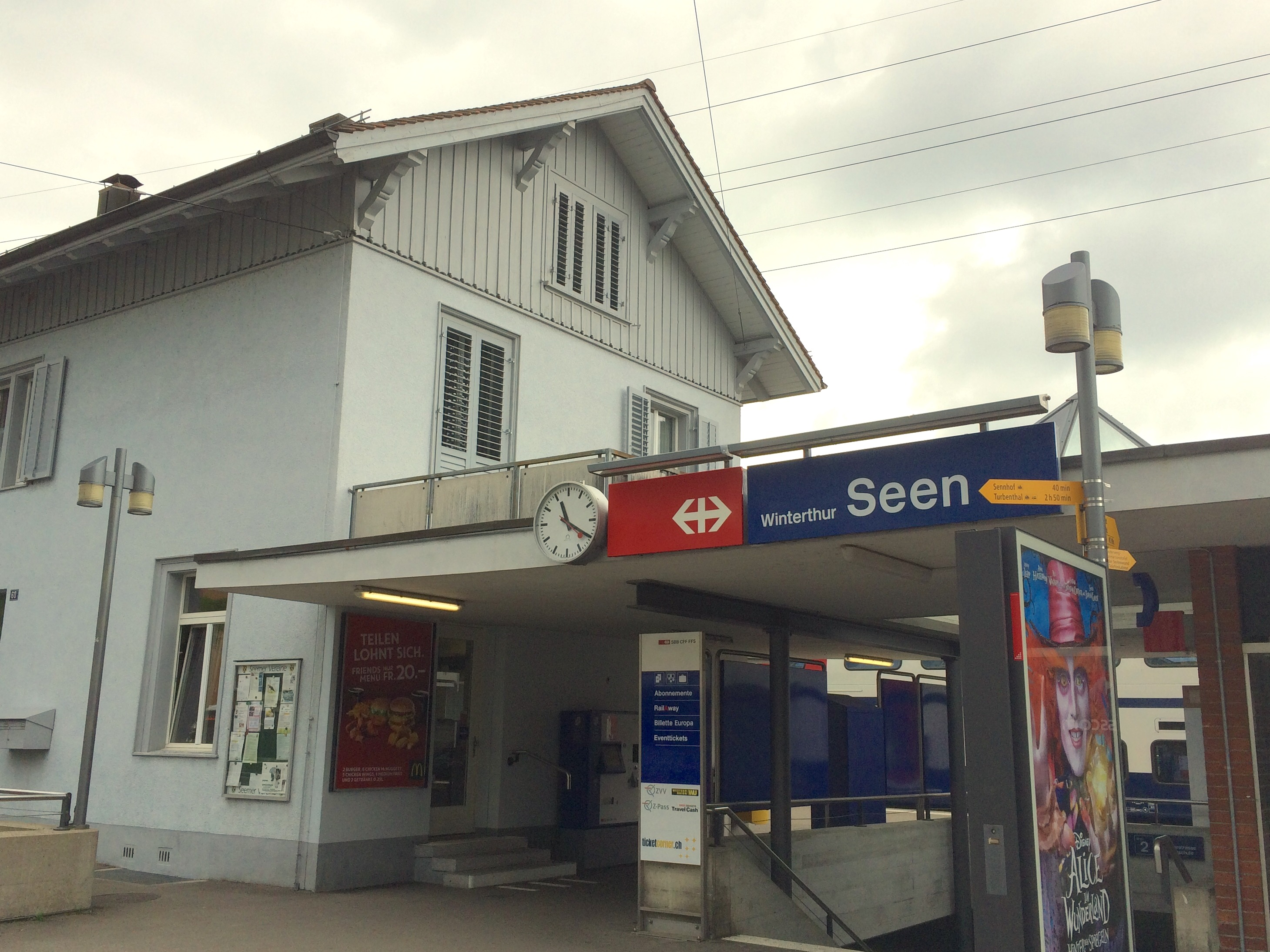
Bahnhof Winterthur Seen

Der Stadtteil besitzt mit dem Bahnhof Winterthur Seen einen eigenen Bahnhof an der Tösstalbahn, an welchem die S26 von Winterthur ins Tösstal hält sowie stündlich ein Arm der S11, die den Bahnhof direkt mit Zürich verbindet. Der Stadtteil wird im ÖPNV-Bereich hauptsächlich von den beiden Trolleybuslinien 2 (Wülflingen – HB – Bahnhof Seen) und 3 (Rosenberg – HB – Oberseen) von Stadtbus Winterthur bedient. Die Aussenwachten im Süden werden von der Linie 9 (Bahnhof Seen – Klösterli Iberg – Eidberg) angefahren. Die Aussenwacht Sennhof, die auch zum Stadtkreis gehört, besitzt eine eigene Bahnstation, Sennhof-Kyburg, an der Tösstallinie, welche ebenfalls von der S11 und S26 bedient wird. Des Weiteren ist im kantonalen Richtplan eine weitere Bahnstation Winterthur Oberseen an derselben Bahnlinie eingetragen.
Seen wird für den Autoverkehr hauptsächlich über die ins Tösstal führende Tösstalstrasse (Hauptstrasse 15) erschlossen. Es gibt eine Verbindungsstrasse Richtung Oberwinterthur. Einen eigenen Autobahnanschluss besitzt der Stadtkreis nicht, die Autobahn umfährt die Stadt im Nordosten.

## Bildung
Seen bildet innerhalb von Winterthur einen eigenen Schulkreis. Es gibt zwölf Kindergärten, sieben Primarschulhäuser (davon vier in den Aussenwachten) und zwei Sekundarschulhäuser (Oberseen und Büelwiesen) in Seen. Weiterführende Schulen sowie die Kantonsschulen befinden sich im Stadtzentrum.
Des Weiteren befinden sich mit der heilpädagogischen Michaelsschule und der Kleingruppenschule kgs zwei der drei Winterthurer Sonderschulen im Stadtkreis.

## Sport
Alte, traditionelle Clubs und Vereine in Seen sind unter anderem der Turnverein Seen (gegründet im Jahre 1883) und der Fussballclub FC Phönix Seen (gegründet im Jahre 1918), sowie der 1. Liga-Handballclub Seen Tigers (entstanden aus der Fusion des HC Letten Tigers und der Handballsektion des TV Seen).
Der Unihockeyverein Red Ants Rychenberg trägt seine Heimspiele in der Sporthalle Oberseen aus.

## Kunst und Kultur

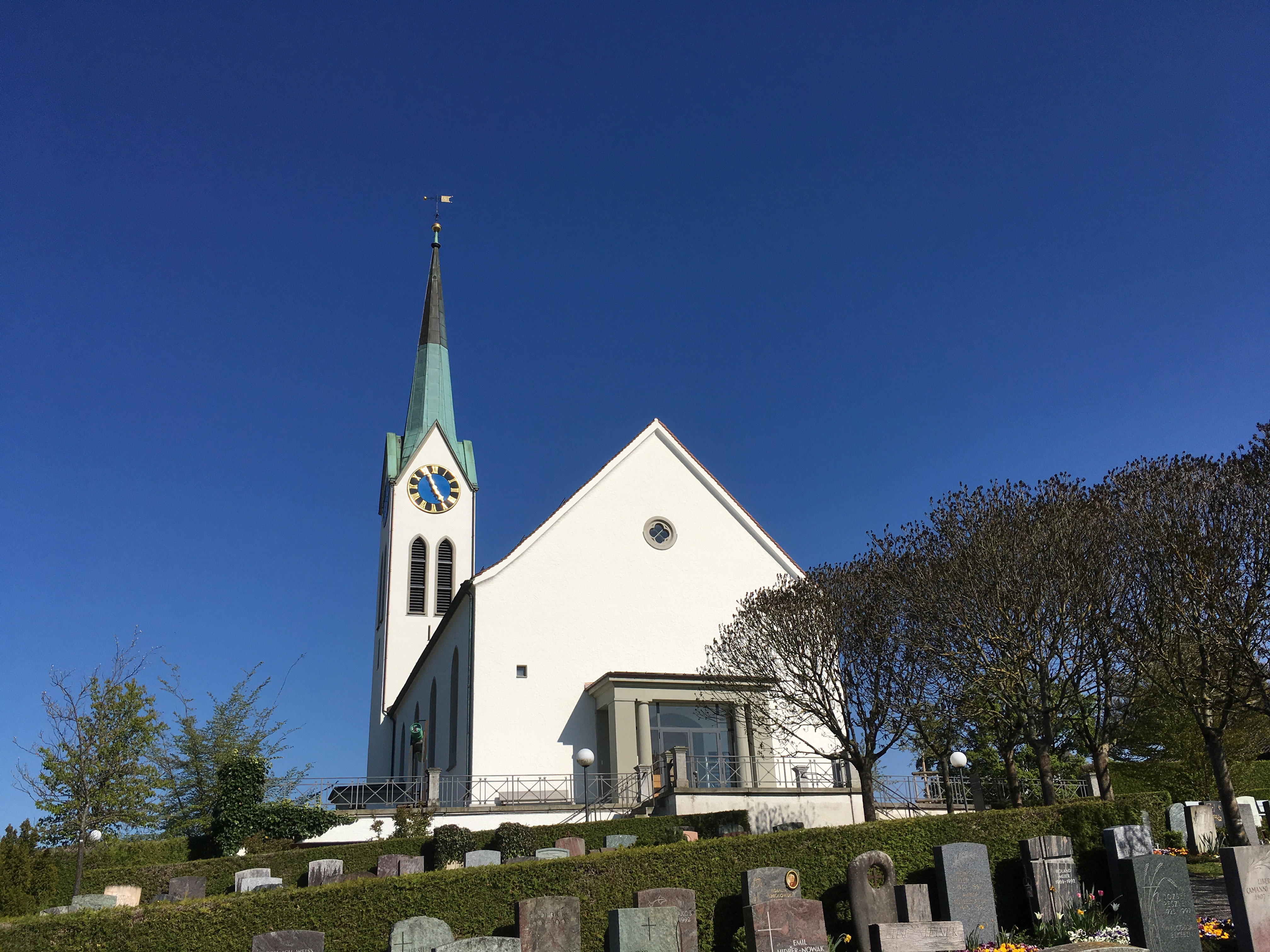
Die reformierte Kirche Seen

Im Stadtkreis gibt es keine Museen oder Ähnliches, diese sind grösstenteils weiter im Stadtzentrum zu finden. Das nächste Schwimmbad ist das Frei- und Hallenbad Geiselweid im Stadtkreis Mattenbach. Das Kirchgemeindehaus der evangelisch-reformierten Kirchgemeinde wird regelmässig für kulturelle Veranstaltungen genutzt.
Neben der 1649 erbauten und seither mehrmals umgebauten reformierten Kirche Seen befindet sich ein Denkmal für Heinrich Bosshard, dem Texter des Sempacherlieds, der in Seen geboren wurde und in Iberg zur Schule ging.
Die römisch-katholische Kirche St. Urban wurde im Jahr 1974 erbaut und gilt wegen ihres bewussten Verzichts auf Monumentalität als exemplarischer Kirchbau der 1970er-Jahre.
Die Seemer Dorfet, das Dorffest Seens, findet jeweils Anfang September statt. Im Sommer stehen mit dem Grienen und dem Eidberger Openair zwei kleinere Openairs auf dem Programm. Seit 2011 findet mit dem Sternen Openair ein drittes Openair beim gleichnamigen Jugendtreff statt.